# Herbita ochriplaga
Herbita ochriplaga là một loài bướm đêm trong họ Geometridae.